# 円福寺 (春日井市)
円福寺（えんぷくじ）は、愛知県春日井市にある天台宗の別格本山。山号は勝嶽山（しょうがくざん）。本尊は十一面観世音菩薩。八百比丘尼生誕の地として知られる。

## 概要
春日井市東部の山腹に位置し同市密蔵院の末寺である。創建は723年（養老7年）と伝えられ、1335年（建武2年）の「雜訴決断所牒」にも出てくる古刹。鎌倉から室町時代には七堂伽藍、麓には
十二坊を構え隆盛を極めたが天正年間の火災により多くが焼失した。
2000年、45年ぶりに観音堂本尊十一面観音菩薩の開帳が行われた。
現在の観音堂は、1657年（明暦3年）に建てられたと考えられている。
境内には白山神社がある。

## 文化財

### 春日井市指定有形文化財
- 観音堂[1] - 天正年間の戦火で焼失するが、1657年に再建。附:棟札6枚
- 観音堂厨子
- 木造十一面観世音菩薩立像[1] - 観音堂本尊。鎌倉時代末期に作られた菩薩像。
- 木造毘沙門天・不動明王立像[1] - 12世紀頃の作。十一面観世音と三尊形式で安置されている。
- 仁王像[1] - 永正7年京都七条仏師康延作の胎内墨書あり。
- 木造十一面観音菩薩立像 - 平安時代(11世紀)
- 木造僧形坐像 - 平安時代(11世紀)
- 木造女神坐像 - 平安時代(12世紀)
- 篠木合宿絵馬[1] - 文化元年（1804年）作
- 前机[1] - 永正12年寄進
- 柄香炉[1]
- 十一面観世音菩薩立像画像版木[1]

### その他
- 三十三応現身像 - 作者不明なるもの胎内に元禄年間修理の銘あり、室町以前の作と推定される。三十三体すべてそろっているのは鎌倉の長谷寺とここ円福寺だけである。愛知県登録文化財。

## 交通手段
- JR中央本線、愛知環状鉄道・愛知環状鉄道線 高蔵寺駅北口バスターミナルから名鉄バス（コロニー行、内々神社行、桃花台センター行）に乗車。円福寺前停留所下車すぐ。
- 高蔵寺駅北口バスターミナルからかすがいシティバス（東部線）に乗車。円福寺前停留所下車すぐ。※ ただし本数が少ない。
- 高蔵寺駅北口バスターミナルから名鉄バス（藤山台南行）に乗車。終点　藤山台南停留所下車徒歩10分。

## 周辺
- こまどり幼稚園
- 県道199号高蔵寺小牧線
- 春日井市立旧西藤山台小学校
- 高蔵寺ニュータウン
- 白山城跡

## 参考書籍
- 「円福寺遺芳」太田正弘編（円福寺、1984年）
- 円福寺由緒書
- みほとけ　円福寺 御開帳、2000年
- 『尾張名所図会』 第三巻　勝嶽山圓福寺、1844年